# Italienische Ägäis-Inseln

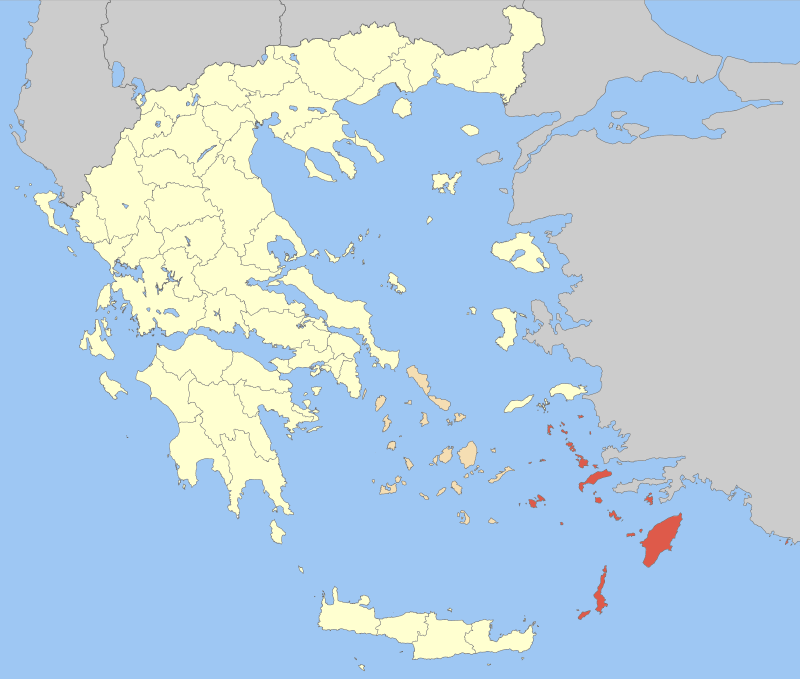
Inselgruppe Dodekanes

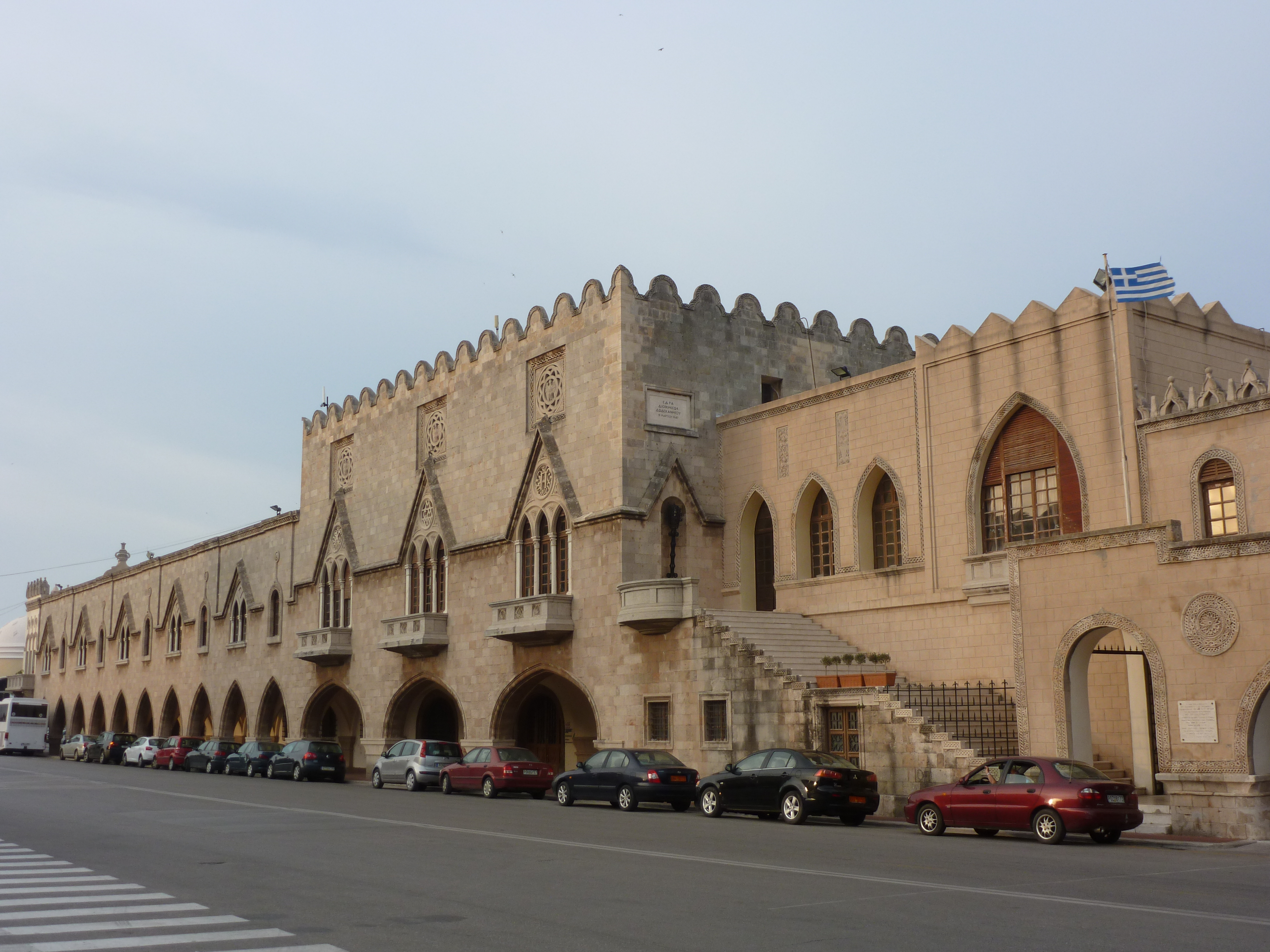
Neo-venezianische Architektur in Rhodos (Stadt)

Italienische Ägäis-Inseln (italienisch Isole italiane dell’Egeo, auch Italienischer Dodekanes) sind Bezeichnungen für die Inselgruppe Dodekanes mit der Hauptinsel Rhodos im Südostteil des Ägäischen Meeres, die von 1923 bis 1947 von Italien kontrolliert wurde und heute zu Griechenland gehört.

## Italienische Besetzung
Bereits im April und Mai 1912 wurde der Dodekanes vor der kleinasiatischen Küste mit Ausnahme von Kastelorizo infolge des Italienisch-Türkischen Krieges durch italienische Truppen besetzt. Die Erklärung der italienischen Regierung einer befristeten Besetzung des Dodekanes, die Vertreibung türkischer Repräsentanten durch das italienische Militär und irreführende Zusicherungen italienischer Beamter, die eine Integration der Inseln mit Griechenland vermuten ließen, führten zur Konferenz von Patmos. An ihr nahmen auch Vertreter des griechischen Außenministeriums teil. Am 4. Junijul. / 17. Juni 1912greg. wurde der autonome griechische Staat der Ägäis (Πολιτεία του Αιγαίου) gegründet, der den Anschluss an Griechenland als Ziel hatte.
Nach dem Friedensvertrag von Ouchy vom 18. Oktober 1912 zwischen dem Königreich Italien und dem Osmanischen Reich sollten die besetzten Inseln dem Osmanischen Reich übergeben werden, das Königreich Italien hielt sie aber als Garantie für die Vertragsvereinbarungen und den Truppenabzug in Libyen besetzt.
Während des Ersten Weltkrieges sicherten die geheimen Beschlüsse der Londoner Konferenz vom 26. April 1915 Italien beim Ausscheiden aus dem Dreibund im § 8 alle von ihm besetzten Inseln des Dodekanes zu vollem Eigentum zu. Daraufhin erklärte Italien am 20. August 1915 dem Osmanischen Reich den Krieg.

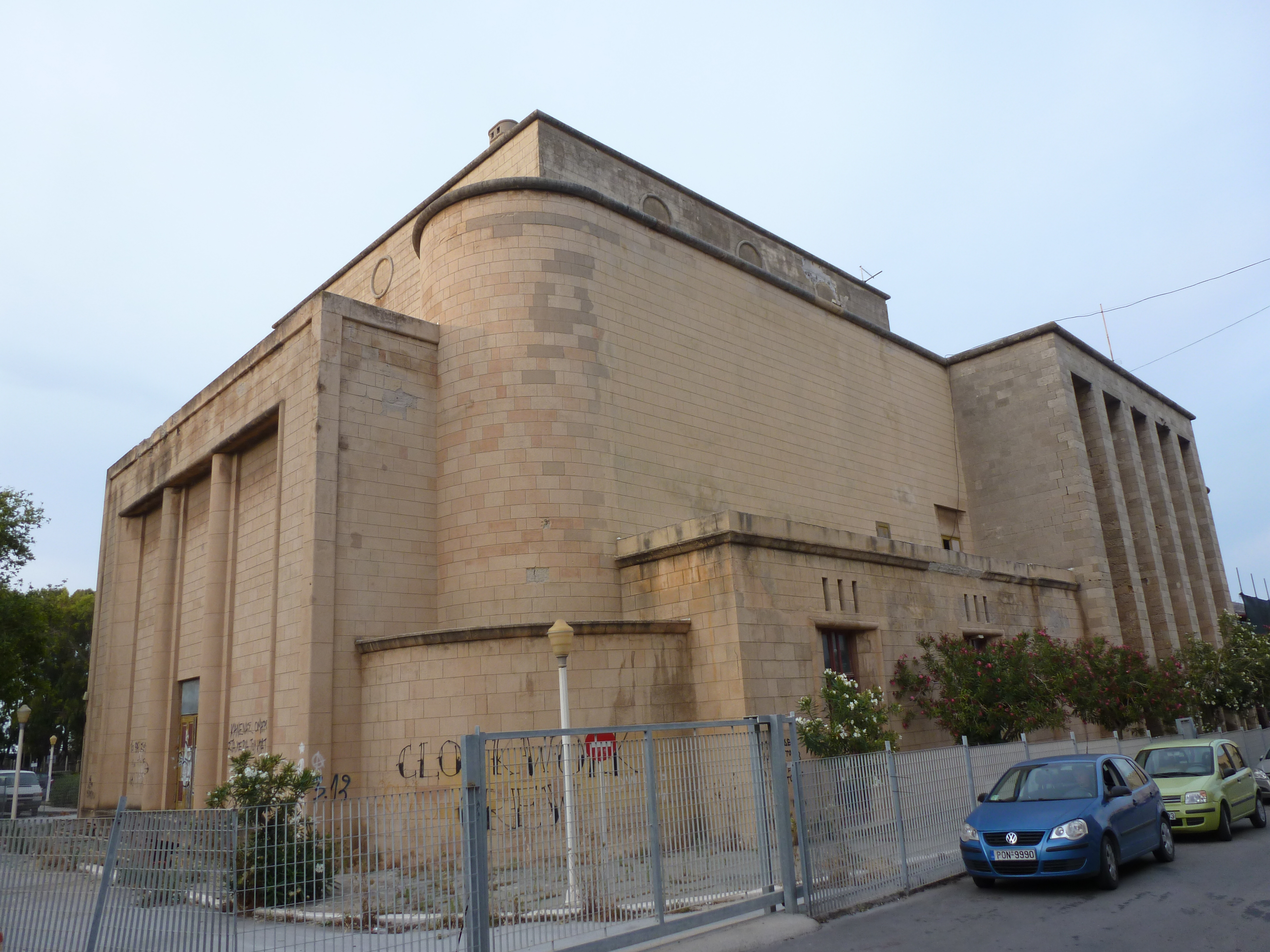
Die ehemalige Casa del Fascio in Rhodos (Stadt)

Nach Kriegsende sah die Tittoni-Venizelos-Vereinbarung vom 29. Juli 1919 im Artikel 5 gegen die italienische Haltung u. a. den Anschluss an Griechenland mit Ausnahme von Rhodos vor. Rhodos sollte Autonomie erlangen und nach 15 Jahren sollte eine Volksabstimmung durchgeführt werden.

## Zeit des Faschismus und Verlust
Im Artikel 122 des Vertrags von Sèvres vom 10. August 1920 sollte das Osmanische Reich zugunsten von Italien auf die Inseln Astypalea (Stampalia), Rhodos (Rodi), Chalki (Chalchi), Karpathos (Scarpanto), Kasos (Casso), Tilos (Piscopi), Nisyros (Nisiro), Kalymnos (Calimno), Leros (Lero), Patmos (Patmo), Lipsi (Lisso), Symi (Simi) und Kos (Coo) und die dazugehörigen kleineren Inseln verzichten. Der Vertrag wurde vom Osmanischen Reich aber nicht ratifiziert. Auf Druck der Großmächte waren in einem gesonderten griechisch-italienischen Nebenvertrag die Dodekanesinseln an Griechenland zu übergeben. Kastelorizo, das seit dem 28. Dezember 1915 von Frankreich besetzt war, wurde am 1. März 1921 an Italien abgetreten und als Castellrosso am 11. Juli 1922 in die Italienischen Ägäis-Inseln integriert.
Durch die griechische Niederlage im Griechisch-Türkischen Krieg und die Machtübernahme der italienischen Faschisten im sogenannten Marsch auf Rom erkannte Mussolini die Vereinbarung nicht an. Der faschistische Imperialismus hatte u. a. die Vorherrschaft im Mittelmeerraum zum Ziel.
Im Vertrag von Lausanne vom 24. Juli 1923 wurden die Inseln italienischer Besitz und waren somit nominell keine italienische Kolonie. Die Bürger erhielten eine besondere italienische Staatsbürgerschaft, ohne die Rechte italienischer Staatsbürger und ohne Recht auf die Wahl von Repräsentanten.
In der Periode des Faschismus wurde der Zuzug von Italienern auf die Inseln gefördert. Italienisch wurde zur Pflichtsprache erklärt. Es wurde auch die Infrastruktur ausgebaut und zahlreiche Bauwerke wurden auf den Inseln errichtet, so die der Propaganda dienende Casa del Fascio in Kos. Die Insel Leros mit dem Naturhafen Lakki wurde in großem Stil zum Flottenstützpunkt ausgebaut und daher als „Malta der Ägäis“ bezeichnet. Es wurden Krankenhäuser und Kraftwerke errichtet, um die Hauptstadt Rhodos mit Strom zu versorgen. Von 1923 bis 1936 war Mario Lago der Gouverneur der Ägäis-Inseln. Diese Zeit wurde von Italienern als die Goldene Periode bezeichnet.
1936 bis 1940 war Cesare Maria De Vecchi Gouverneur. Unter seiner Aufsicht traten auch auf Rhodos die Rassengesetze von 1938 in Kraft. De Vecchi ließ das in den 1920er Jahren gegründete Rabbiner-Seminar schließen, weitere antisemitische Maßnahmen wurden auf lokaler Ebene nicht umgesetzt. Dies lag kaum an den guten Absichten der Faschisten, sondern laut dem Historiker Dan Diner an „Verschleppung und Nachlässigkeit“. Mit De Vecchis Eintritt in den Großen Faschistischen Rat und seiner Abreise Ende 1940, gerieten die rassistischen Anordnungen laut Diner fast in Vergessenheit.
Nachdem Italien sich im Zweiten Weltkrieg durch den Waffenstillstand von Cassibile 1943 aus dem Bündnis mit dem Deutschen Reich gelöst und danach die Fronten gewechselt hatte, besetzten deutsche Truppen einen Teil Italiens und auch den Dodekanes (vgl.: Dodekanes-Feldzug). Die jüdische Bevölkerung wurde mit Ausnahme einiger türkischer Staatsbürger, die mit Hilfe des Konsuls Selahattin Ülkümen entkamen, unter dem Kommando des österreichischen SS-Obersturmführers Anton Burger im Juli 1944 in das Vernichtungslager Auschwitz deportiert. Nach der bedingungslosen Kapitulation der Wehrmacht 1945 kam er unter eine britische Militärverwaltung. 1947 wurde er dann endgültig von Italien an das Königreich Griechenland abgetreten.

## Bevölkerung
Insbesondere im Zweiten Weltkrieg wurden zahlreiche Soldaten auf den Inseln stationiert. Insgesamt waren es 40.000.
Nach dem italienischen Zensus von 1936 betrug die Gesamtbevölkerungszahl auf den Dodekanes 129.135 Einwohner. Diese waren hauptsächlich Griechen, Türken und sephardische Juden. 7.015 davon waren Italiener. Allerdings lebten fast 80 % aller Italiener der Dodekanes auf Rhodos; denn dort war ein wichtiger italienischer Marinestützpunkt.
1940 lebten etwa 8.000 Italiener auf den Dodekanes, hinzu kamen bis zu 40.000 italienische Soldaten.